# Voz de Mando
Voz de Mando es un grupo estadounidense de música regional mexicana. El grupo ha logrado posicionar varias canciones en el Billboard Top 10 de música regional mexicana y ha recibido múltiples nominaciones para los premios Latin Grammy. Algunas de sus canciones han cruzado a Hollywood y han aparecido en programas de televisión y películas ganadoras de premios.
En el 2010, el sencillo "Comandos del M. P. (500 Balazos)" fue el primer éxito comercial del grupo. Sencillos como "Muchacho de Campo" , "Y Ahora Resulta" y "Eres Mi Cenicienta" han sido éxitos crossover con numerosos premios y reconocimientos. Su sencillo "Levantando Polvadera" ganó la canción del año en la categoría de Música Regional en los premios 2016 de iHeart Radio, siendo la primera agrupación regional Mexicana en ganar un iHeart Radio Award.
En 2011, Voz De Mando participó en la película nominada al Óscar "A Better Life" protagonizada por Demián Bichir. El éxito "Comandos del M.P. ( 500 Balazos )" también fue parte de la banda sonora de la película. En 2016, el grupo participó en la serie "Ruta 35” para la televisora UNIMAS protagonizada por Danna García y Julio Bracho Castillo. Su sencillo "Compadre No Rajes" era el tema musical de la serie.

## Miembros
Jorge Gaxiola (acordeón/1.ª voz)

Miguel Gaxiola (bajo quinto/2.ª voz)

Eduardo González "El Chino" (tuba)

Adrián González (batería)

Carlos "Charly” Sigala (teclado/percusiones)

## Origen
Originalmente provenientes de Culiacán, Sinaloa, México, Voz de Mando tiene su base en el condado de Los Ángeles. Los músicos también tienen raíces en Michoacán y Monterrey. El grupo fue fundado en el año 2009. 

## Carrera de música

### Inicio
La banda empezó ser conocida en 2002 con el disco Escoge Tu Camino discos independientes Levantando la Voz (2009) y 12 Impactos de Alto Calibre (2009). El éxito de esos discos dirigió a un contrato con Universal's discera latina Disa. En 2010,  hicieron su debut de álbum comercial Con la Nueva Federación. Una de las varias canciones en el álbum escrito por Miguel Gaxiola, el corrido "Comandos del M.P. (500 Balazos)," era un "breakout" sencillo para el grupo, logrando al Top Ten en el Billboard de canciones Mexican Regional.
En 2011, Voz De Mando participó en la película nominada al Oscar "A Better Life" protagonizada por Demián Bichir. El éxito "Comandos del M. P. ( 500 Balazos )" también fue parte de la banda sonora de la película. Consiguiente sencillos como "Muchacho de Campo", "Y Ahora Resulta" y "Eres Mi Cenicienta" han sido éxitos crossover con numerosos premios y reconocimientos.

### Contemporáneo (2014 a presente)
En 2014, el grupo terminó su contrato con Universal y formó una asociación con Sony Music. Fundando miembro de banda Jorge Gaxiola formó su indy disquera AfinArte Music y, junto con Sony, lanzó el sencillo "Batalla del Golfo." El corte formó la base para Voz de Mando's sexto disco de estudio Levantado Polvadera. Su sencillo "Levantando Polvadera" ganó la canción del año en la categoría de Música Regional en los premios 2016 del iHeartRadio,  el primer agrupación regional Mexicana en ganar un iHeartRadio award.
En 2015, fundando miembro Miguel Gaxiola lanzó su línea propia de guitarras hechas a mano, Fortaleza Guitars. Fortalezas luego se convirtió un instrumento popular en el mundo de música mexicana utilizado por bandas como Kinky y Conjunto Primavera.
En 2016, el grupo participó en la serie de televisión "Ruta 35" protagonizada por Danna García y Julio Bracho Castillo. Su sencillo "Compadre No Rajes" era el tema musical de la serie.

## Discografía
| Día D'Concierto         | 2010 | Sony Music Latin                |
| Con La Mente en Blanco  | 2010 | Disa                            |
| Impactos De Arranque    | 2010 | Disa                            |
| Con La Nueva Federación | 2010 | Disa                            |
| De Corazón Ranchero     | 2011 | Disa                            |
| Y Ahora Resulta         | 2012 | Disa                            |
| Los Mejores Corridos De | 2013 | Disa                            |
| Levantando Polvareda    | 2014 | Sony Music Latin/AfinArte Music |
| Lo Mejor De...          | 2015 | Disa                            |
| Clase De Historia       | 2017 | Sony Music Latin/AfinArte Music |
| El Que A Ti Te Gusta    | 2018 | AfinArte Music                  |